# Parkinsonia florida
Parkinsonia florida, también llamado Cercidium floridum o "paloverde azul", es una especie de palo verde nativo del desierto de Sonora en el suroeste de los Estados Unidos y el noroeste de México. Su nombre significa "poste o palo verde" , en referencia al tronco y las ramas verdes que realizan la fotosíntesis.

## Descripción
Parkinsonia florida es un arbusto arborescente que alcanza unos 10 a 12 m de alto. Es una planta de crecimiento rápido, y rara vez sobrevive a los 100 años. Comparado con el Cercidium microphyllum, parece ser más decumbente, alto y madurar más rápidamente.
El tronco, las ramas y las hojas son de color azul verdoso, de ahí el nombre común. La planta es caducifolia, desprendiendo su follaje durante la mayor parte del año, cayendo después de la lluvia. La fotosíntesis se realiza mediante las ramas verdeazuladas, independientemente de la ausencia de hojas.
Las flores son de color amarillo brillante y parecidas a los guisantes que cubren el árbol a fines de la primavera. Atraen a polinizadores, como abejas, escarabajos y moscas. De las flores se desarrollan vainas con las semillas, que son una fuente de alimento para pequeños roedores y aves.

## Distribución
Esta planta se encuentra principalmente en el desierto del Colorado, en el sudeste de California, y en el desierto de Sonora, en el sur de Arizona, y en el noroeste del estado de Sonora (México). Se encuentra predominantemente en las bajadas del desierto, debido a su necesidad de agua, aunque ocasionalmente se puede encontrar en el hábitat del matorral del desierto de la Larrea tridentata, accediendo a filtraciones en las colinas del desierto de hasta 1100 metros. También se encuentra en el extremo este del desierto de Mojave de California, ocasionalmente en las montañas.

## Usos

### Nativos americanos
Los frijoles de la planta se usaban como fuente de alimento y madera para crear cucharones, por los indígenas quechan, mojave y pima. Las flores son dulces y comestibles, ya sean frescas o cocidas.

### Cultivo
Parkinsonia florida se cultiva como una planta ornamental y como un árbol por viveros, para que sean plantadas como un arbusto o árbol pequeño con múltiples troncos en jardines tolerantes a la sequía y de vida silvestre de climas adecuados. Ofrece una inusual silueta verde-azul en los jardines, y una sombra ligera delicadamente modelada sobre los patios.

## Taxonomía y símbolos
El botánico irlandés Thomas Coulter fue el primero en categorizar a Parkinsonia florida. Obtuvo especímenes cerca de Hermosillo, en Sonora, México, en 1830.
El paloverde azul es el árbol estatal de Arizona. En 1966, también fue nombrado el "árbol de la ciudad" de South Miami, Florida.

## Galería

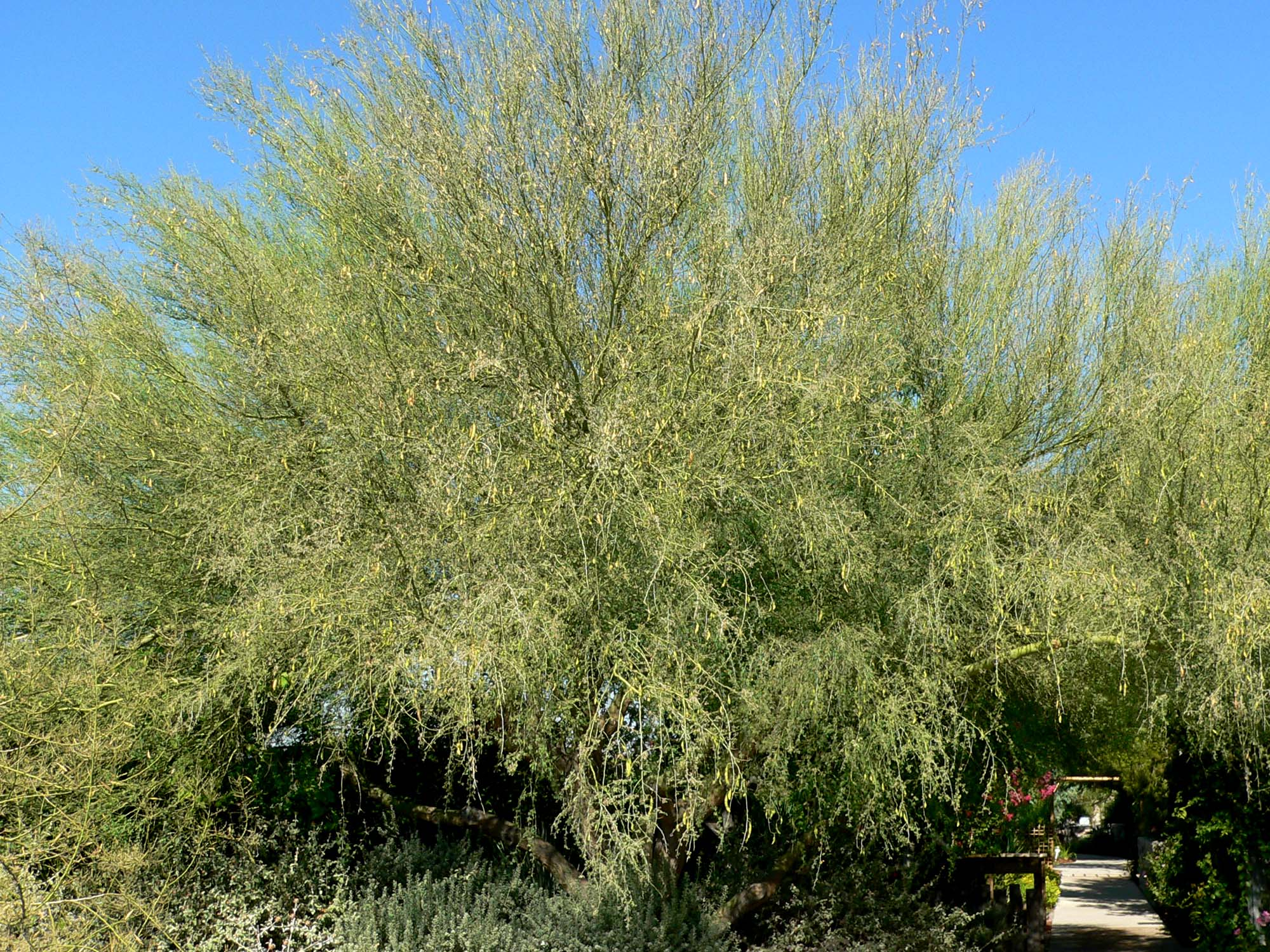
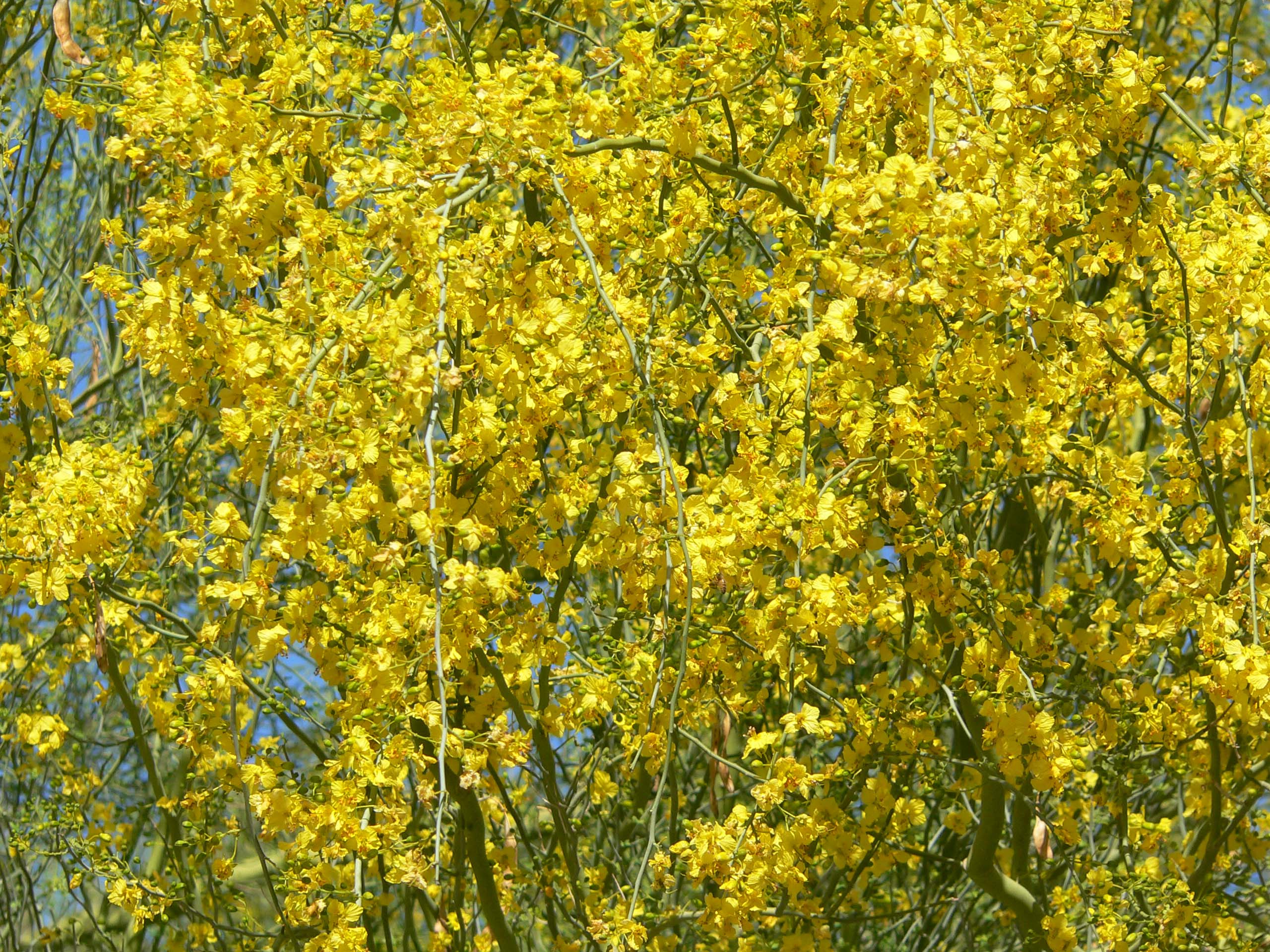
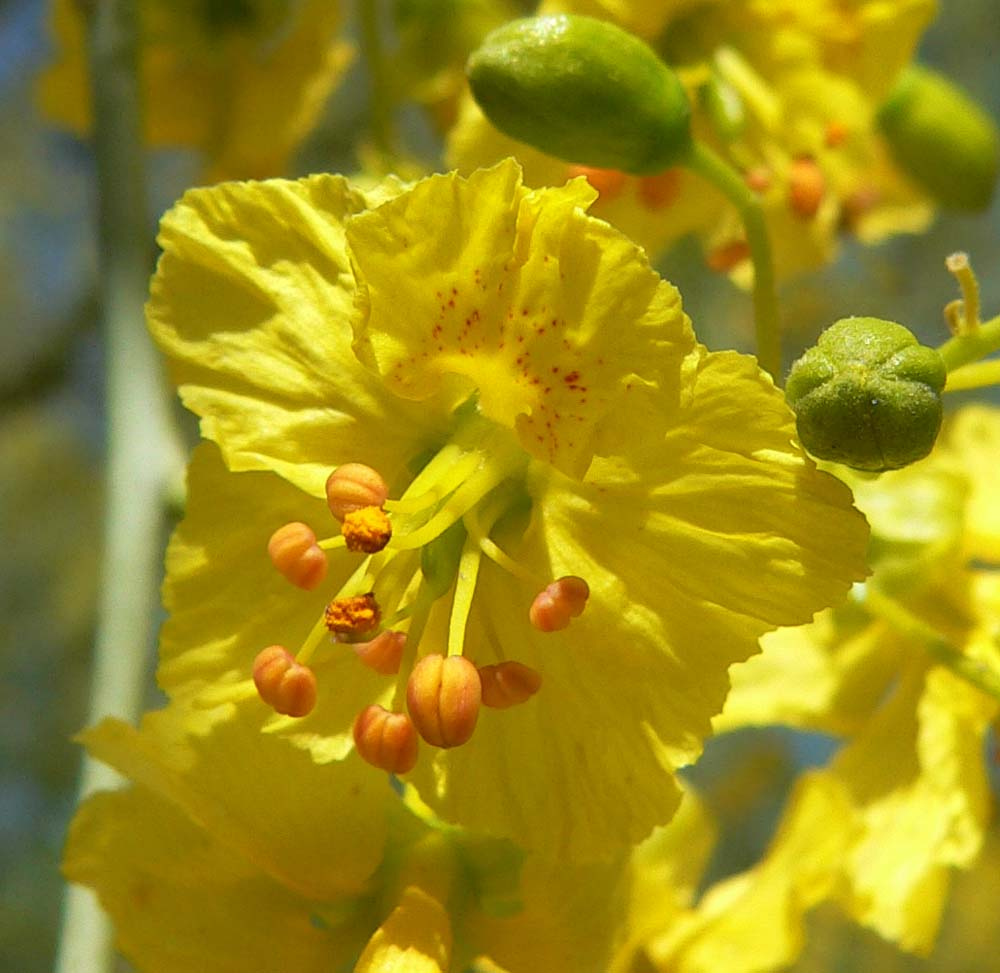